# 7527 Marples
7527 Marples (tên chỉ định: 1993 BJ) là một tiểu hành tinh vành đai chính. Nó được phát hiện bởi Takeshi Urata ở Đài thiên văn Nihondaira ở Shimizu, Shizuoka, Nhật Bản, ngày 20 tháng 1 năm 1993. Nó được đặt theo tên Peter Marples, một nhà thiên văn nghiệp dư người Úc.